# Famille de Gourcy
 (septembre 2019).
Si vous disposez d'ouvrages ou d'articles de référence ou si vous connaissez des sites web de qualité traitant du thème abordé ici, merci de compléter l'article en donnant les références utiles à sa vérifiabilité et en les liant à la section « Notes et références ».
Pour les articles homonymes, voir Gourcy.
La famille de Gourcy, anciennement de Gorcey, de Gorcy, est une famille subsistante de la noblesse française, d'extraction chevaleresque, originaire de Lorraine. Sa filiation remonte à Richer, seigneur de Gorcey vivant dans la seconde moitié du XIIe siècle.
Cette famille compte parmi ses membres des officiers supérieurs et généraux, des chambellans, des chanoines.

## Histoire
Les auteurs d'armoriaux généraux admettent tous que cette filiation est, au moins, prouvée à partir de Jean. Chevalier qui, en 1270, était compté au rang des seigneurs fieffés du comté de Bar,,. D'après une tradition peu étayée, certains auteurs lui donnaient sans preuves documentaires une origine mythique irlandaise et carolingienne .
La famille de Gourcy remonte sa filiation suivie, selon un certain nombre de généalogistes, à Jean, seigneur de Gorcey, vassal du duc de Lorraine en 1270,, . D'autres sources posent cependant pour certaine la date de 1218 où Godeffroy de Gorcey, avec un seigneur de Beauffremont, se porte caution d'une somme empruntée par le duc de Lorraine à l'évêque de Metz. Cet acte faisant mention du père de Godeffro, Richer, chevalier (« miles ») qui vivait vers 1160. Le document est, par exemple, mentionné dans l'almanach de Gotha 1831.
De même, Eudes ou Huins de Gourcy, fils de Richer et père de Jean, se porta caution en 1265 de Thibaut, comte de Bar.
Cette famille fit partie au XVIIIe siècle des petits chevaux de Lorraine (terme honorifique peu juridique qui s'appliquait à une dizaine de familles d'extraction chevaleresque et qui fut sans doute « inventé » au XVIIIe siècle).
La famille de Gourcy reçut les titres de baron de Gorcy en 1623, comte du Saint-Empire en 1709, comte de Gourcy par lettres patentes du duc de Lorraine du 22 décembre 1713.[réf. nécessaire],
La famille de Gourcy se divisa en de nombreuses branches qui quittèrent progressivement la Lorraine pour l'Autriche (dès la première partie du XVIIIe siècle par l'incitation du duc de Lorraine François, devenu empereur du Saint-Empire), le Val de Loire, le sud de la France ou la Belgique à la suite des persécutions révolutionnaires. La comtesse de Gourcy-Droitaumont, abbesse de Remiremont, ou la comtesse de Gourcy-Pagny, abbesse d'Épinal, furent massacrées ou guillotinées[réf. nécessaire]. De l'Autriche certains partirent jusqu'en Hongrie ou en Pologne russe sous les noms de Gourcy-Longuyon ou de Gorski.[réf. nécessaire]
Les comtes de Gourcy-Récicourt subsistent en France et les comtes de Gourcy-Serainchamps en Belgique.

## Personnalités
Les personnalités de cette famille sont :
Branche de Gorcey
- Gracillon, seigneur de Gorcey, capitaine-prévôt de Longuyon en 1340.
- Gérard de Gorcey, seigneur de Villette et Colmey, lieutenant au gouvernement de la place de Damvilliers en 1623, capitaine d'une troupe de 150 hommes d'armes. Créé baron par l'Infante Isabelle-Claire-Eugénie d'Autriche, gouvernante des Pays-Bas[12].
- Pierre de Gorcey, capitaine dans l'armée autrichienne (régiment de don Guillelmo Verdugo), tué par les Ottomans au siège de Presbourg en 1635.

Branche de Longuyon
- Nicolas, comte de Gorcey-Longuyon, capitaine au service de l'empereur d'Autriche. Il se fixa en Autriche où ses descendants portèrent le nom de Gorcey-Longuyon.
- Pierre de Gourcy « Graf Peter von Gourcy » (1706-1795), général de cavalerie au service du Saint-Empire. Pendant près de 70 ans, il servit dans l'armée impériale[réf. nécessaire], présent sur les principaux champs de bataille des guerres de Succession d'Autriche et de Sept Ans[réf. nécessaire]. Colonel puis major général, il achève sa carrière comme Feldmarschall-Leutnant.

Branche de Charey
- François Antoine de Gourcy, seigneur de Charey, comte de Gourcy de Charey par diplôme du duc Léopold de Lorraine du 23 avril 1709. Adjudant général au service de l'empereur d'Autriche, lieutenant colonel au régiment d'Eugène de Savoie, chambellan du duc de Lorraine et colonel à la suite du régiment de ses gardes.

Branche de Récicourt
- Joseph Ignace, comte de Gourcy-Récicourt (1730-1783), présenté de minorité dans l'ordre de Saint-Jean de Jérusalem en 1745[16], cornette au régiment de Fouquet, commandeur de l'ordre de Saint-Étienne de Toscane, chevalier de l'ordre royal et militaire de Saint-Louis.
- Charles Henri Innocent, comte de Gourcy, né le 11 juin 1764 à Verdun, décédé le 9 octobre 1843, fils du précédent, capitaine au régiment royal Lorraine-cavalerie, capitaine de la louveterie du roi Louis XVI, chevalier de l'ordre de Saint-Louis, il émigra à Vienne avec sa femme et son fils (Conrad). Sera promu maréchal de camp sous la Restauration[17][réf. incomplète].
- Conrad, comte de Gourcy, né le 24 février 1790 à Nancy, décédé le 5 janvier 1869 à Pont-à-Mousson, fils du précédent, capitaine de la Garde royale puis chef de bataillon d'infanterie. Il publia de très nombreux ouvrages d'agronomie[réf. nécessaire]. Des années 1840 jusqu'aux années 1865, il sillonna l'Europe, notant toutes les initiatives et progrès qu'il constatait.
- Charles Antoine, comte de Gourcy-Récicourt, dit vicomte de Gourcy (1801-1858), frère du précédent, lieutenant des gardes du corps du roi, écuyer de main puis écuyer cavalcadour du roi Charles X.
- Henri de Gourcy, né en 1830 au château de Jallanges, mort en 1906 au château de Chaltrait, fils du précédent, capitaine de cavalerie et graveur amateur, chevalier de l'ordre national de la Légion d'honneur.
- Albert-Gabriel, comte de Gourcy, (1827-1911), frère aîné du précédent et du suivant, colonel, officier au 11e régiment de dragons, maire de Coulmiers. C'est sous son mandat qu'eut lieu la bataille de Coulmiers, en novembre 1870.
- Gaspard, comte de Gourcy (1843-1924), frère du précédent, juriste, il s'engagea comme zouave pontifical. Propriétaire d'un vignoble dans le Gard.
- Charles, comte de Gourcy (1883 à Saint-Gilles-du-Gard - 1956 à Arcal, Vannes), fils du précédent, officier au 122e régiment d'infanterie, croix de guerre 14-18, docteur en droit ayant rédigé sa thèse (droit économique et historique) sur La Foire de Beaucaire[18]. Il fut mobilisé en août 1914 et grièvement blessé lors de la sanglante journée du 22 août 1914, par des tirs de mitrailleuses allemandes durant la défense de Lunéville[19]. Une rue de Vannes porte son nom.

Branche de Mairy-Mainville
- Jean-François de Gourcy (né vers 1650 et décédé à Mainville le 5 mai 1716), seigneur de Mainville et de Ville-aux-Prés, épousa le 4 juillet 1680 à Mainville, Anne-Scolastique D’Albord (ou Del Bord, née vers 1656 et décédée à Mainville le 10 janvier 1738), fille de Louis, commissaire des guerres au service d’Espagne, et de Barbe-Sabine de Xivry, qui le rendit père de : 1° Florimond, qui suit ; 2° Gaspar, marié en Pologne ; 3° Gabrielle-Catherine. C’est Anne Scholastique qui fit construire, à Mainville, la chapelle d’Albord (référencée sur la carte de Cassini), aujourd’hui chapelle Sainte Barbe toujours présente actuellement au bord de la route départementale 643.
- Florimond Claude, comte de Gourcy, seigneur de Mainville et de Ville-aux-Prés, colonel d’Infanterie (né à Mainville le 4 novembre 1681 et décédé à Mainville le 15 septembre 1746), épousa le 5 mai 1716 à Mairy Marie-Claire de Serainchamps de Mairy (né à Mairy le 16 décembre 1688 et décédée à Mainville le 26 décembre 1764), fille du baron Jacques de Serainchamps, seigneur de Saulny et de Mairy. De ce mariage naquirent : 1° André-Mathieu (1718-1802), qui suit ; 2° Isaïe-Fréderic (né en 1720), seigneur de Récicourt par achat ; il alla s’établir en Amérique, et y mourut sans descendants ;3° Antoine (né en 1724), seigneur de Ville aux pré ; 4° Joseph, officier de cavalerie, au service impérial ; 5° Marie Reine Thérèse (1717-1754), sans alliance ;6° Marie Claire Antoinette (1730-1787), mariée le 24 novembre 1765, à Gabriel de Reumont (1721-1802), Chevalier du Saint Empire, seigneur de Flassigny-la-Petite, de Flassigny-la –Grande, de Torgny, de Bazaille, de Blagny ; 7° Paul Albert Nicolas (né en 1722).
- André-Mathieu (né à Mainville le 19 septembre 1718 - décédé à Mainville le 9 avril 1802), comte de Gourcy, seigneur de Mainville, chevalier de Saint Louis en 1760, ancien capitaine de grenadiers au régiment de Bouillon Infanterie, puis major du régiment de la Royal-Barrois infanterie, épousa par contrat du 19 mars 1748, Marie-Angélique de Gourcy-Charey (né à Charey le 9 mars 1716 et décédée à Mainville  le 29 novembre 1805), sa cousine germaine, fille de François-Antoine, comte de Charey, et de Louise-Marguerite-Thérèse d’Argentier. De cette union ils eurent : 1° Charles-Alexandre-Joseph de Gourcy-Serainchamps (1751-1806), qui suit, 2° Joseph-Isaïe, chanoine comte de Lyon, 3° Paul-Joseph de Gourcy de Mainville, aussi chanoine comte de Lyon, a été baptisé à Mainville le 13 janvier 1756, 4° Marie Victoire, baptisée à Mainville le 6 décembre 1756, 5° Marie Anne Victoire Angélique, née en 1749 et elle s’est mariée à Mainville le 30 septembre 1777, 6° Marie Louise, née en 1752, 7° Marie Angélique Joséphine, née en 1754, 8° Marie Catherine, née en 1750. Il eut deux filles dont elles sont devenues chanoinesses. La première chanoinesse d’Epinal, élue abbesse en 1788, et la deuxième chanoinesse de Remiremont.
- Le comte Charles-Alexandre de Gourcy-Serainchamps (né à Pont-à-Mousson le 15 février 1751 et décédé à Vezin le 6 décembre 1806) est l'auteur de la branche de Gourcy-Serainchamps dont il releva le nom à l'extinction de cette famille. Il était l'héritier général de la comtesse de Serainchamps, à la condition que son nom de famille soit perpétué. Charles de Gourcy, seigneur de Mainville, Brabant, Lomerange et Trieux, épousa Marie-Isabelle de Mettecoven d'Opleeuw (1769-1820) et résida dans le château de Melroy à Vezin en Belgique. Considéré comme émigré de la Révolution française, il fut déchu de son statut de noble et privé de ses biens à la Révolution Française. Il s’établit ainsi en Belgique où il fonda une famille dont les descendants portent toujours actuellement son nom. Charles-Alexandre-Joseph ne vécut pas assez longtemps pour retrouver son statut de noble. Il a eu trois fils et une fille qui ont demandé et obtenu le statut noble en Belgique.
- Au cours du temps, l'orthographe du nom de famille « Serinchamps » a évolué en « Serainchamps » avec ou sans « s » à la fin du nom.
- Paul-Joseph de Gourcy de Mainville, né en 1756 à Mairy-Mainville et mort en 1808, chanoine-comte de Lyon en 1771, fils d'André Mathieu de Gourcy.

Branche d'Allamont
- Pierre Paul, comte de Gourcy-Allamont (1705-1794), seigneur de Villers, chambellan de l'impératrice et feld-maréchal du Saint-Empire[réf. nécessaire], colonel commandant un régiment de cuirassiers à son service.
- François-Joseph, comte de Gourcy-Allamont (1706-1788), colonel commandant le régiment de Savoie au service de l'empereur d'Autriche.
- Pantaléon-Olive-Joseph, comte de Gourcy-Allamont dit le comte d'Aulnay (1707-1800), chambellan de l'empereur d'Allemagne, major-général puis colonel-général de ses troupes[réf. nécessaire], chevalier de l'ordre impérial et militaire de Marie-Thérèse.
- François-Florimond, comte de Gourcy-Allamont (1725-1795), capitaine au régiment de Mercy-Argentau, gentilhomme de la chambre du duc de Lorraine.

Branche de Pagny
- Léopold Charles Laurent, comte de Gourcy et du Saint-Empire (1716-1785), seigneur de Pagny, capitaine dans l'armée autrichienne. Il épouse en 1757 Marie-Thérèse comtesse de Ligniville.
- François Antoine Etienne de Gourcy-Pagny, frère du précédent, chanoine de la cathédrale de Nancy, vicaire général de Bordeaux, membre de l'académie royale de Nancy, érudit et historien, né en 1719.
- Charles Henri Léopold, comte de Gourcy et du Saint-Empire, fils de Léopold susnommé, né en 1762, seigneur de Moineville, grand veneur de son altesse royale le roi de Prusse, colonel d'infanterie au service de l'empereur, épouse le 20 juillet 1786 d'Éléonore de Beauffort (1763 - 1816).

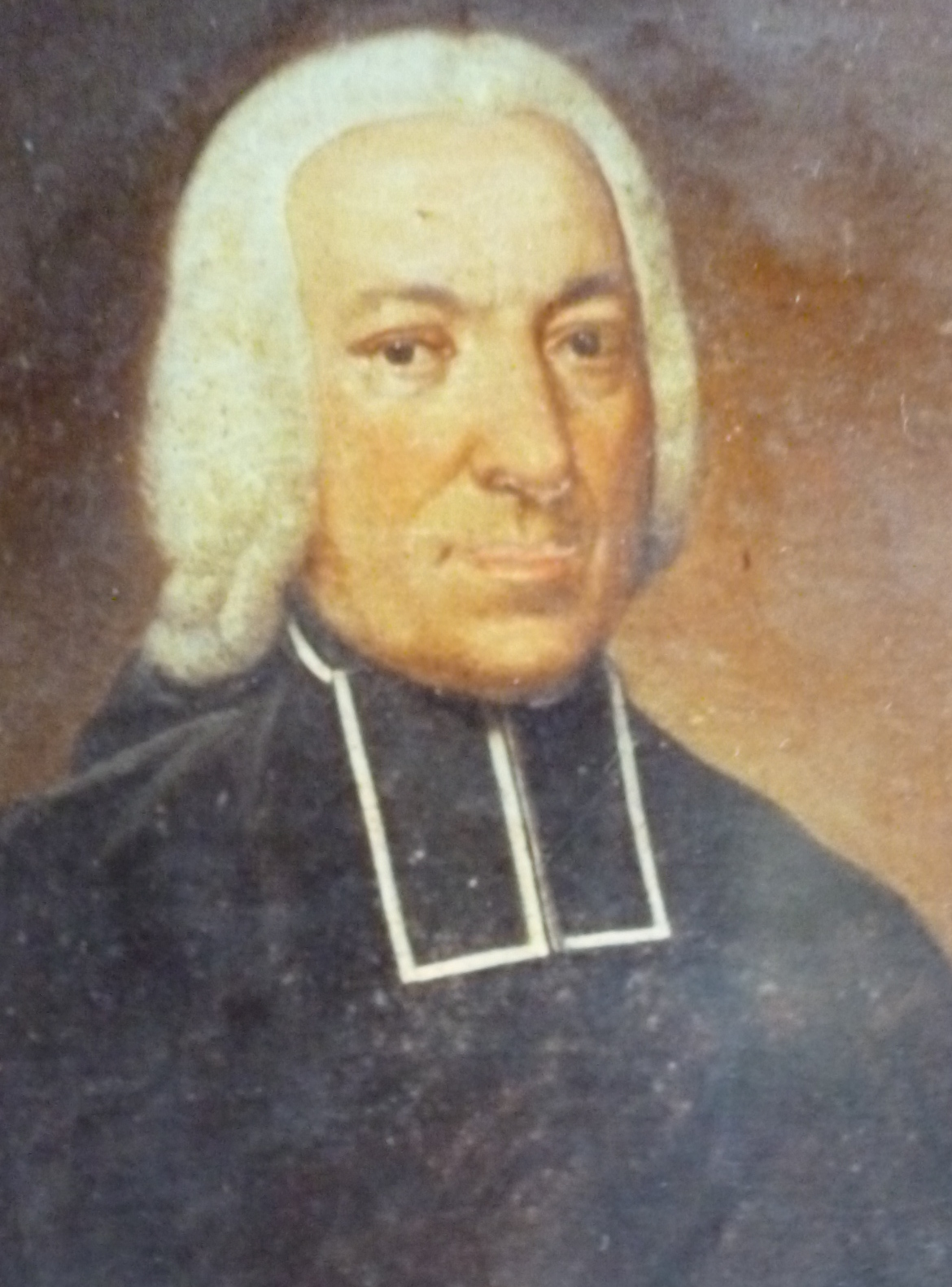
Chanoine François Antoine Étienne de Gourcy Pagny
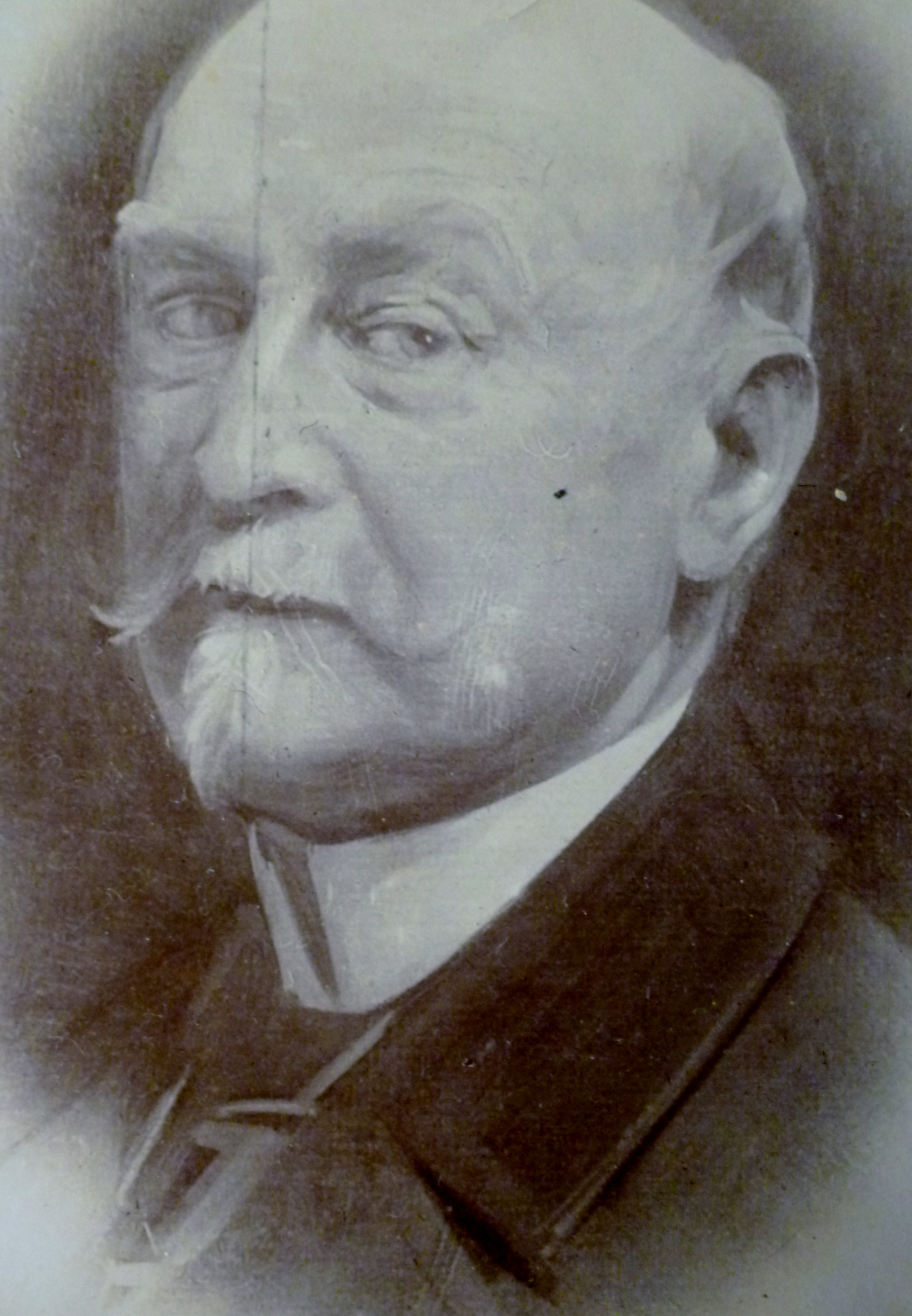
Henri de Gourcy
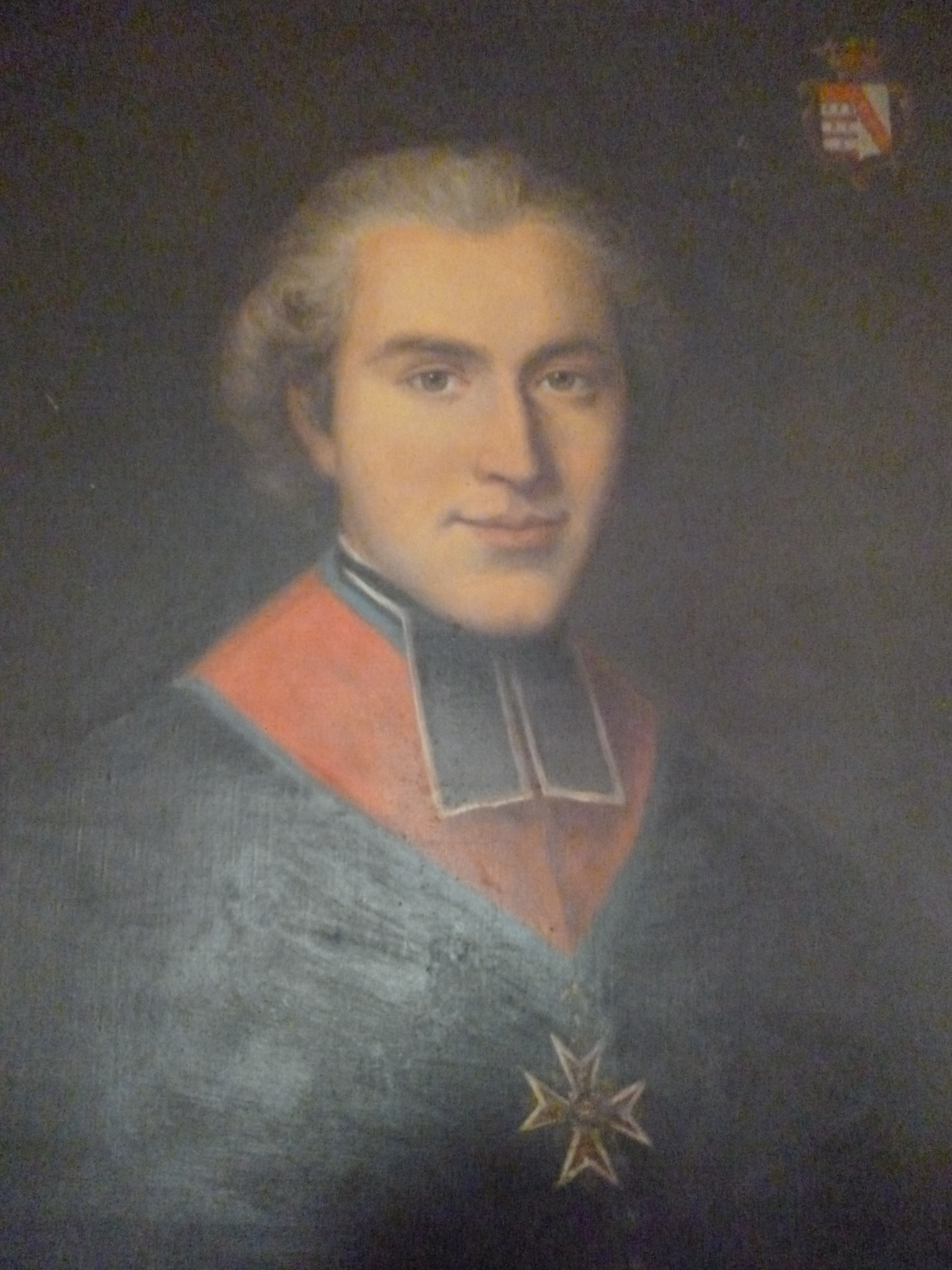
Chanoine Paul-Joseph de Gourcy Mainville

## Alliances
Les principales alliances de la famille de Gourcy, on peut citer : de Pillart de Naives, d'Ancherins, de Studinau, d'Aromei, des Armoises, de Merode, de Gand, du Houltrai, de La Ville-sur-Iron, de Failly, de Pouilly, de Manderscheid, de Linster, de Lellich, de Sterpigny, de Mercy, de Bar, de Nogent, de Rarécourt de La Vallée de Pimodan, du Gaillar, de Xonot, du Perrey, de Lopez-Gallo, de Saintignon, de Gournay, d'Argentier, de Maillet, du Hautoy, de Chauvigny de Blot, de Ligniville, du Houx de Dombasle, de Wignacourt, de Bizemont, de La Bourdonnaye, de Fayolle de Mellet, Le Compasseur de Créqui-Montfort de Courtivron, de Romance de Mesmon, de Belenet, Mac Guir de Crux, de Chapelain de Gras Saint Sauveur, de Gastines, d'Albor, de Serainchamps, d'Aboville, de Diesbach, de Mettecoven, Dons de Lovendeghem, van den Hecke, de Woot de Trixhe, de Sauvage, de Dumast, d'Alcantara, de Béthune, de Puygreffier, d'Yve, Freün von Mayr, von Pillersdorf, Brac de La Perrière, de Lacombe, de Robien, Albertoni, Luzenky von Luxna, de Prudhomme de La Boussinière.

## Héraldique et devise

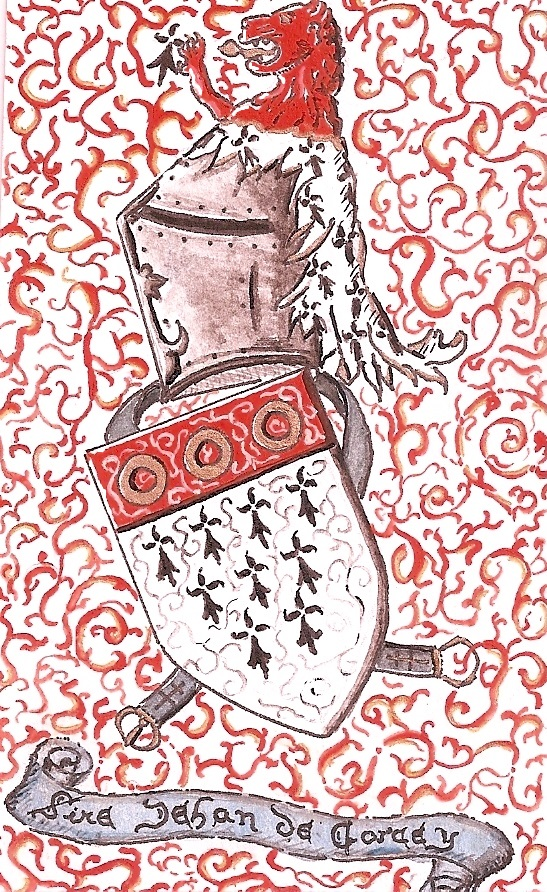
Armes anciennes des Gorcey (Lorraine)[réf. nécessaire]
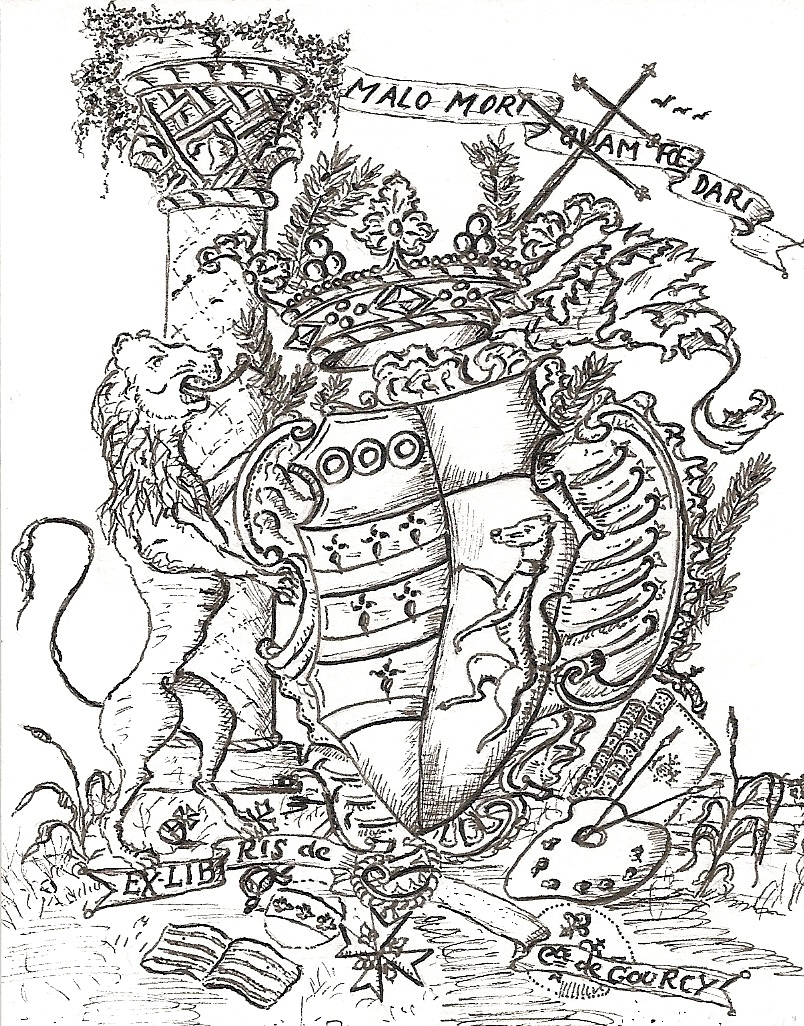
Blason des Gourcy Récicourt (France)
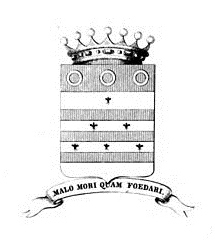
Blason des Gourcy Droitaumont (Autriche)
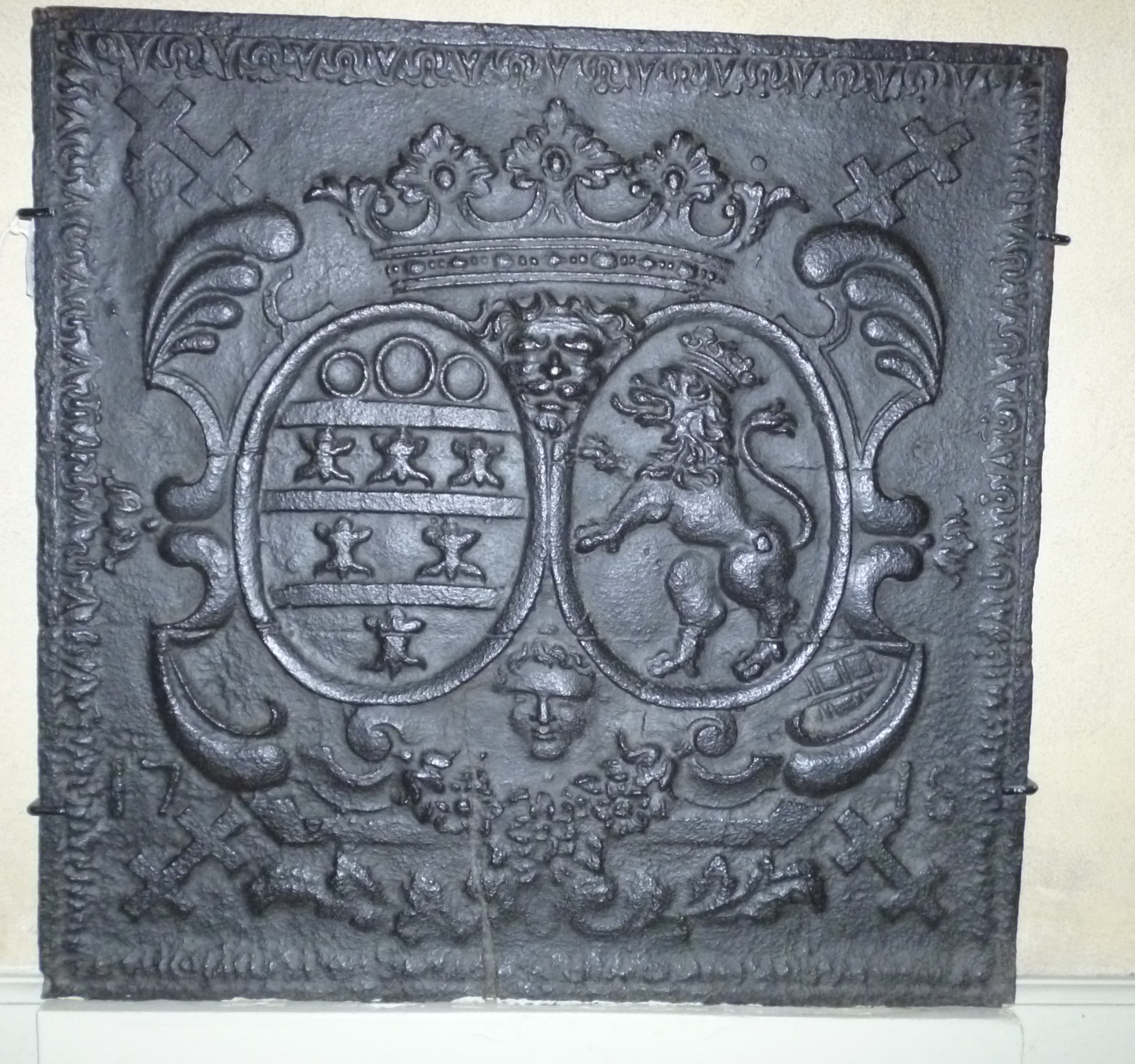
Blasons comte de Gourcy et comte du Hautoy, 1718
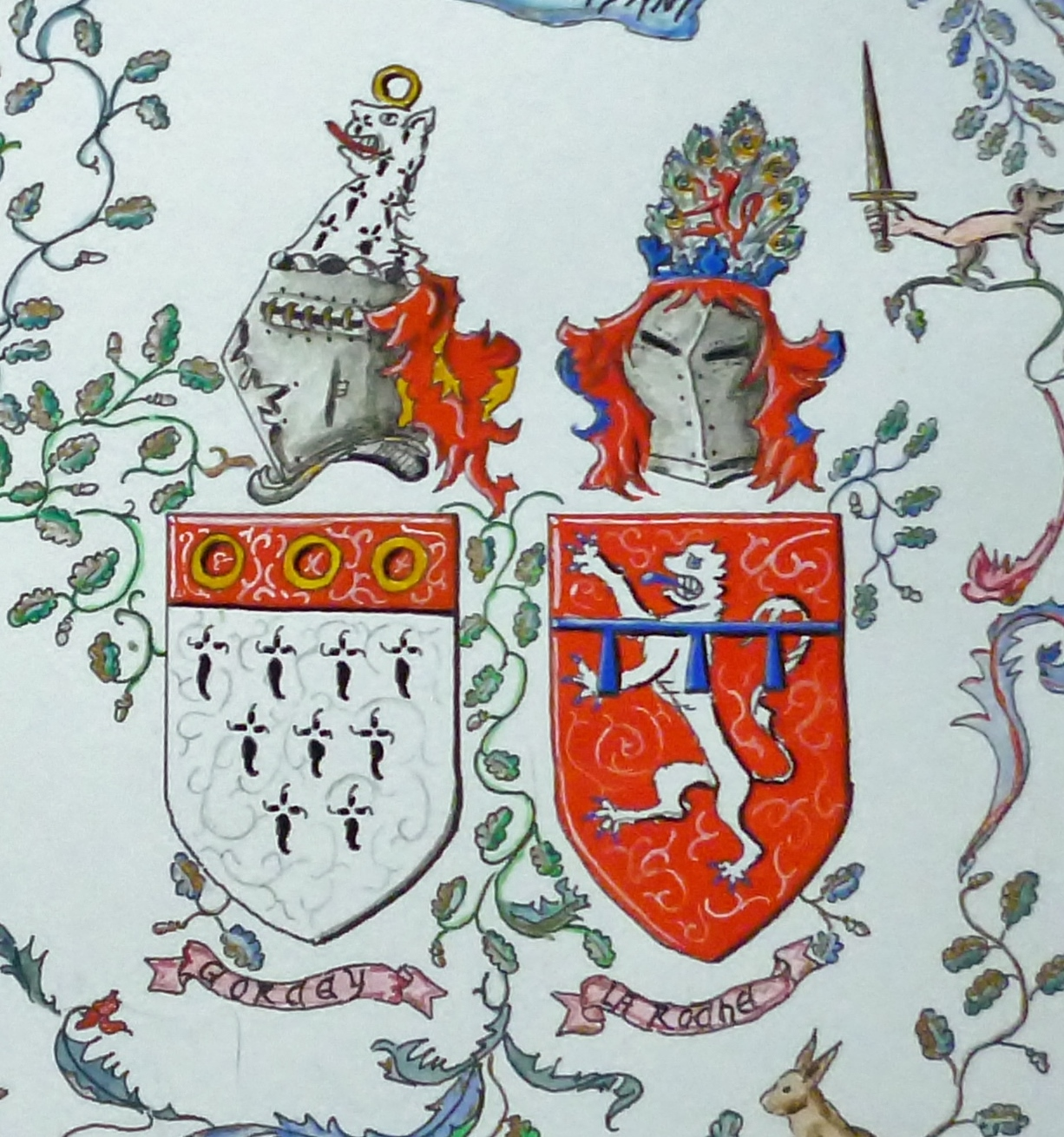
Blasons familles de Gorcey et de la Roche [réf. nécessaire]
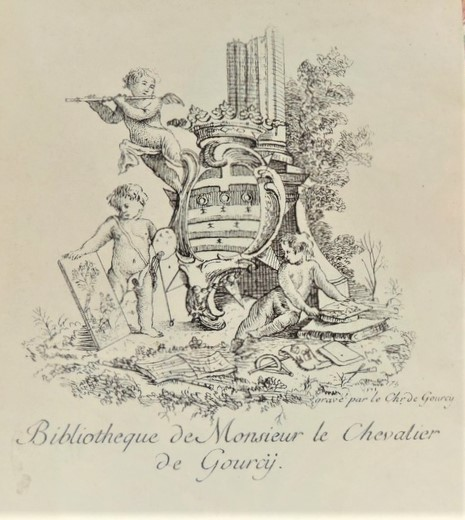
Ex-libris d'un chevalier "de Gourcÿ" -fin XVIIIe siècle, gravé par lui-même-
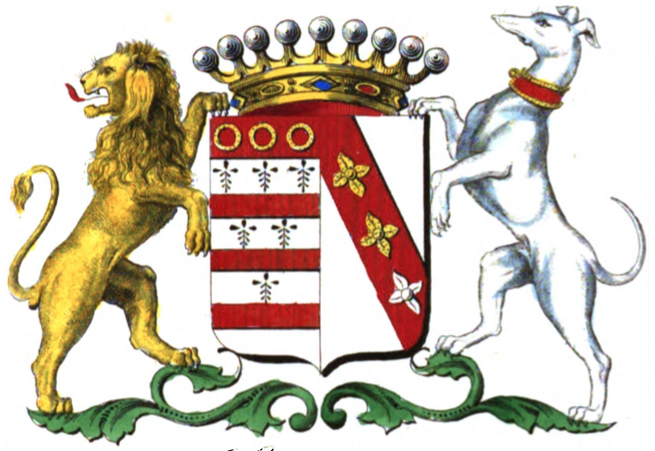
Armoiries de la famille de Gourcy-Serainchamps

Armes : 
- « D'argent à trois fasces de gueules, accompagné de 6 mouchetures d'hermine, au chef de gueules chargé de 3 annelets d'or ».
- Les armes les plus fréquemment recensées pour les Gourcy lorrains de la fin de l'époque médiévale et de la Renaissance sont :« D'argent à 9 mouchetures d'hermine placées 4, 3, 2, au chef de gueules chargé de 3 annelets d'or ». L'inventaire des sceaux lorrains réalisé par Edmond des Robert le montre clairement[24].
- La branche de Gourcy-Serainchamps ajoute à ces armes celles de la famille de Serainchamps qui sont : « d’argent à la bande de gueules chargée de quatre quartefeuilles d’or »[25].
- La branche aînée établie en Autriche a conservé le nom ancien de Gorcey et les armes primitives : « d’argent à neuf mouchetures d’hermine »[25].
- Les supports sont un lion contourné d’or armé et lampassé de gueules et un lévrier d’argent colleté d’un collier de gueules bordé et annelé d’or[25].

Devises : 
- « Malo Mori Quam Fœdari » que l'on peut traduire littéralement par "Je préfère la mort au déshonneur » ou par "Plutôt mourir que faillir ! »
- Cri de Guerre : « Loyal Antique Vaillant ».

## Postérité
- Une rue de Vannes porte le nom de Charles comte de Gourcy Récicourt (1883 à Saint-Gilles-du-Gard - 1956 à Arcal, Vannes).